# Fartvind
Fartvind är den skenbara vind som uppstår genom att betraktaren rör sig. Den är alltid riktad rakt mot rörelsens riktning. Den totala skenbara vinden uppstår som vektorsumman av verklig vind och fartvind.
Fartvinden har genom luftmotståndet stor betydelse för snabba fordons bränsleekonomi. För segelbåtar och andra vinddrivna farkoster påverkar fartvinden också mängden tillgänglig vindenergi och gör det omöjligt att med en segeldriven farkost segla medvind med vindens hastighet.